# المكتب المركزي الوطني السعودي للإنتربول
الإنتربول السعودي، (بالإنجليزية: Saudi Interpol)‏، أو المكتب المركزي الوطني للإنتربول/الرياض،
يعمل المكتب المركزي الوطني/ الرياض (الانتربول السعودي) تحت مسمى الإدارة العامة للشرطة الدولية وهي إحدى إدارات وزارة الداخلية والتي ترتبط مباشرة بصاحب السمو الملكي وزير الداخلية وتمثل بدورها عضوية المملكة في المنظمة الدولية للشرطة الجنائية (interpol) أصبحت المملكة العربية السعودية عضوًا في المنظمة في عام 1956م التي تضم حاليًا 196 من البلدان الأعضاء.

## خلفية تاريخية
بدأت الخطوات الفعلية لتأسيس الإنتربول عندما عقد أول مؤتمر للشرطة القضائية خلال الفترة 14-18 أبريل 1914م، في موناكو، وفي عام 1923م عقد المؤتمر الثاني في فيينا، وفيه تم تأسيس اللجنة الدولية للشرطة الجنائية، وتمت صياغة قانون أساسي لها، كما تم تحديد فيينا كمقر للجنة، وبعد انتهاء الحرب العالمية الثانية وتحديدا في عام 1946م عقد مؤتمر في بروكسيل، واستؤنف التعاون الدولي للشرطة الجنائية، وتم اعتماد نظام أساسي جديد، كما تم نقل المقر من فيينا إلى باريس، وتم أيضا اعتماد كلمة (إنتربول) ولأول مره كعنوان لمقر اللجنة.
وفي عام 1956م تم تجديد القانون الأساسي ليصبح أكثر ملائمة للتعاون على نطاق دولي واسع، بعد أن كان ذا صبغة أوربية في أغلبه.كما تم استبدال اسم اللجنة الدولية للشرطة الجنائية ليصبح (المنظمة الدولية للشرطة الجنائية – إنتربول ومقرها حاليا في مدينة ليون – فرنسا.
وتجدر الإشارة إلى أن اللغات الرسمية (العربية – الإنجليزية – الفرنسية – الأسبانية).
وبلغ عدد الدول الأعضاء (190) دولة، وقد انضمت المملكة لعضوية المنظمة رسميا عام 1956م، على أثر دعوة رسمية من الأمين العام إلى سفير المملكة بباريس بتاريخ 7 جمادى الأول 1372هـ، الموافق 12 يناير 1953م. وقد صدر لاحقا بذلك قرار مجلس الوزراء رقم 134 بتاريخ 19 شوال 1378هـ.

## إنتربول الرياض
يعمل المكتب المركزي الوطني للإنتربول (الإنتربول السعودي) في المملكة العربية السعودية تحت مظلة وزارة الداخلية. ويشكل البوابة الأساسية للتحقيقات الدولية المتصلة بالمملكة وبمواطنيها. ويعمل إنتربول الرياض بانتظام مع البلدان الأعضاء في الإنتربول والأمانة العامة والمكاتب الإقليمية للمنظمة في جميع أنحاء العالم. ويخصص قدرا كبيرا من أنشطته لمكافحة الجريمة عبر الوطنية وتحديد مكان الأشخاص الفارّين من أجل تسليمهم إلى العدالة.
ويعمل إنتربول الرياض على مدار الساعة طيلة أيام الأسبوع ضمن بيئة مؤاتية مزودة بأحدث التجهيزات والأنظمة. ويضم هذا المكتب عددا كبيرا من الموظفين الإداريين، والمساعدين، والمترجمين، وموظفي الدعم الفني، وضباط الشرطة، والموظفين المسؤولين عن قضايا معينة، والباحثين المتخصصين في مكافحة أنواع محددة من الجرائم. وتتمحور أنشطة المكتب حول مجالات جنائية محددة، مثل الإرهاب والمخدرات والتقليد.

## الأهداف
تهدف الإدارة إلى تحقيق أهداف ضمنية تندرج تحت الأهداف التي رسمت لها الوزارة في تحقيق الأمن الشامل على جميع الأصعدة، وبذلك فإن الإدارة تسعى بكل جهد إلى إرساء مقومات الأمن من خلال تحقيق التعاون بين المملكة ودول الجوار على وجه الخصوص وبين المملكة وبقية دول العالم بشكل عام؛ وذلك للحفاظ على آمن المملكة، والتعاون المتبادل من خلال الاتفاقيات المبرمة بين المملكة وبقية الدول بخصوص مكافحة الجريمة العابرة للحدود، وتبادل المعلومات واستخدام أحدث وسائل الاتصالات والمعلومات في العالم لمتابعة المجرمين الفارين والقبض عليهم وتسليمهم للعدالة.

## خطط مستقبلية:
يسعى الانتربول السعودي لدعم المزيد من مشاريع المنظمة الدولية للشرطة الجنائية، حيث قدمت المملكة العربية السعودية مساهمة طوعية للمنظمة الدولية للشرطة الجنائية (الإنتربول)، مقدارها (1,000,000) يورو، وذلك ضمن مشروع تطوير برنامج (I-CORE) أحد برامج القدرات للإنتربول؛ والذي يهدف إلى تسخير الإمكانات والابتكارات في المجال التكنولوجي لخدمة الخطوط الأمامية في المنافذ الحدودية عالميًا، وتعزيز الجهود المبذولة من المجتمع الدولي لتحقيق الأمن على مستوى العالم، وذلك من خلال مشروع اتفاق وقعه ممثل وزارة الداخلية مدير عام الشرطة الدولية العقيد عبدالملك بن إبراهيم آل صقيه، في مقر المنظمة في مدينة ليون بالجمهورية الفرنسية.
ويأتي الدعم امتدادًا لدور المملكة الريادي في بذل الجهود كافة وتعزيز المشاركة الرامية إلى القضاء على الجريمة ومحاربتها بشتى صورها وأشكالها، ولما للشرطة الدولية الجنائية (الإنتربول) من أهمية بالغة، وبناء وتطوير قدراتها في مجال مكافحة الجريمة المنظمة والعابرة للحدود، وتعقب المجرمين على المستوى الدولي.

## آليات العمل المتبعة
1- تطوير النظام الخاص بالإدارة:
لقد تم اعتماد مشروع تطويرية أنظمة الإدارة الحالية، حيث يعمل كل نظام على حدة ويحتاج إلى تجهيزات خاصة، إضافة إلى الدعم الفني المستمر، وإهدار الوقت في حالة الانتقال من نظام إلى آخر، وإعدد المشغلين والمستخدمين لكل نظام.
وقد تفادى القائمون على مشروع (بوابة الإنتربول السعودي) وعلى رأسهم مدير الإدارة، ورئيس شعبة الحاسب الآلي، والقائمون بالعمل في شعبة الحاسب الآلي كل ما من شأنه تعطيل وصول المعلومة بالشكل المطلوب وفي الوقت المحدد، وذلك بناء على دراسة دقيقة لمتطلبات الأنظمة الحالية:
- منظومة (I-24/7) الموقع الأمن، وبريد الإدارة. ونظام الـ (MIND).
- نظام الاتصالات الإدارية الخاص بالوزارة.
- نظام الإدارة السابق وكافة تطبيقاته.
- نظام الفاكس الإلكتروني.
- استحداث نظام إدارة المستخدمين.

فقد كان الهدف من التطوير إنشاء بوابة واحدة تضم جميع الأنظمة على اختلاف أنواعها ومصادر المعلومات فيها والبنى التحتية المختلفة لكل نظام، مع تطوير واجهات المستخدم بما يتواكب مع التقنية الحديثة، وتحديث وتطوير التجهيزات الخاصة بالنظام. إضافة إلى جعل النظام قابل للتطوير وأي إضافات مستقبلية يتطلبها العمل في الإدارة.
2- مشروع ربط القطاعات الداخلية بقاعدة بيانات الإنتربول:

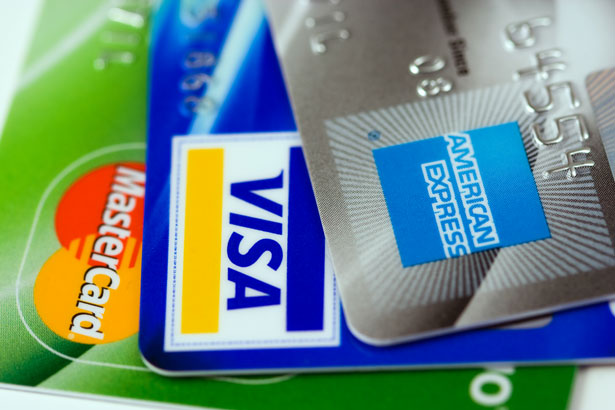
بطاقات إئتمان

وقد بدأ الإنتربول السعودي في تنفيذ مشروع (LISS) ربط القطاعات الأمنية الداخلية بالإنتربول، وذلك لتوسيع نطاق البحث والتقصي ليشمل قاعدة الأمانة العامة للانتربول في ليون (فرنسا) وتشمل التالي:
- المعلومات الاسمية عن الأشخاص المطلوبين.
- وثائق السفر المسروقة أو المفقودة.
- السيارات المسروقة.
- البصمات.
- سمات الـ (حمض نووي ريبوزي منقوص الأكسجين).
- البطاقات الائتمانية.
- الأعمال الفنية المسروقة.
- الوثائق الإدارية المسروقة.
- الدخول لنظام (I-Link).

## الأنظمة الآلية
1- نظام الإدارة الداخلي:

شعار منظمة الشرطة الجنائية الدولية

ويشمل قاعدة بيانات ضخمة تضم جميع أعمال الإدارة، حيث بدأ العمل على هذا النظام منذ عام 1414هـ، كما يحتوي النظام على مجموعة كبيرة من التطبيقات من أهمها التالي:
تطبيق الاتصالات الإدارية (الوارد والصادر):
حيث يقوم التطبيق بالحفظ والأرشفة الإلكترونية لجميع المعاملات التي ترد للإدارة والتي تصدر عنها، حيث يتم إدخال الوثائق وحفظها وأرشفتها بشكل آلي، والإطلاع على الوثائق حسب الصلاحيات.
تطبيق المطلوبين:
يقوم العاملون على هذا التطبيق بحفظ جميع بيانات المطلوبين وربطها بالأرشفة الآلية، لتسجيل جميع الإجراءات المتخذة على كل مطلوب، وكذلك الأوضاع التي وصلت إليها قضية كل مطلوب.
تطبيق النشرات:
يقوم العاملون على هذا التطبيق بإدخال بيانات جميع التعاميم الدولية (النشرات)، التي تصدر عن منظمة الإنتربول وكذلك النشرات الملغاة.
تطبيقات التقارير المختلفة:
تعمل هذه التطبيقات على استخلاص التقارير الدورية لكافة تطبيقات النظام، وأعمال الشُعب خلال فترة محددة، مما يساعد في عمل الإحصاءات المطلوبة، وكذلك تكون عاملا مهما في عملية صنع القرار. كما يحتوي النظام على عدة أنظمة أخرى.
2- نظام الاتصالات الدولية المطور (I-24/7):
ويقوم هذا النظام بربط الأمانة العامة للإنتربول بمختلف إدارات الإنتربول في جميع الدول الأعضاء ويشتمل على الأقسام التالية:
الموقع الآمن على الإنترنت (I-24/7):
ويتضمن جميع أخبار الأمانة والتحذيرات (النشرات) بكافة أنواعها، ويركز على المنشورات التحذيرية لبعض طرق ارتكاب الجرائم وطرق اكتشافها ومكافحتها، وكذلك يستخدم الموقع في الإعلان عن الاجتماعات الدورية والمؤتمرات الموسمية، وكذلك جميع الأخبار التي تصدر عن الأمانة، والجدير بالذكر هنا أن هذا الموقع يخضع لإجراءات أمان عالية جدا.
نظام المراسلات عن طريق البريد الإلكتروني المشفر:
يعمل هذا النظام تحت إجراءات أمان عالية، ويتم عن طريقه تبادل الوثائق والمعلومات بين الدول الأعضاء، ويمثل أسرع حلقة وصل بين الأمانة العامة والدول الأعضاء، ويتضمن تطبيق (Easy Form) والذي يعمل على إدراج الجوازات والسيارات المسروقة في قاعدة بيانات الأمانة العامة ويعمل ضمن طرق ربط آمنة ومشفرة تضمن وصول البيانات سليمة وبسرية تامة.
نظام قواعد البيانات المتنقلة (MIND) & (FIND):
وهي أنظمة للتقصي عن الأشخاص المعمم عنهم دوليا، ووثائق السفر المسروقة والمفقودة، والسيارات المسروقة، والهدف من وراء ذلك إيجاد نظامين، الأول تكون فيه قاعدة البيانات مخزنة على وحدة تخزين في كل بلد ويتم التحديث بين فترة وأخرى من قاعدة بيانات الأمانة العامة (Off line), والثاني يكون الاستفسار بشكل مباشر من قاعدة البيانات الرئيسية (On line).
نظام الفاكس الإلكتروني (Right Fax):
يعد نظام الفاكس من وسائل الاتصال التي تعتمد عليها الإدارة في المراسلات الداخلية والدولية، حيث يعمل هذا النظام على شبكة الحاسب الآلي ويوجد له خادم خاص، يتم من خلاله إدارة نظام الفاكس من إرسال واستقبال الفاكسات من وإلى الإدارة.

## المؤتمرات

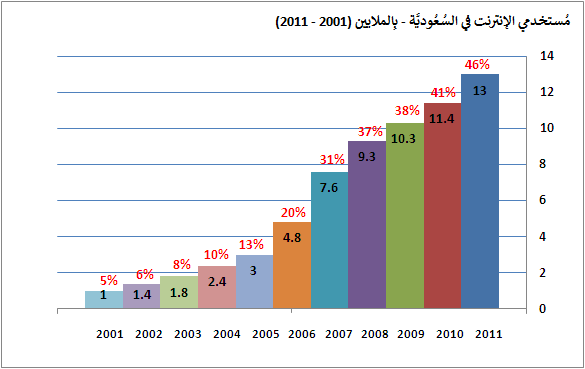
معدل استخدام الإنترنت في المملكة العربية السعودية

يحضر الإنتربول السعودي مؤتمرات على مستوى العالم وذلك لتبادل معلومات وخبرات مع المكاتب الأخرى وهناك دورات للضباط والأفراد كما يستخدم أجهزة تقنية متطورة. فعلى سبيل المثال العثور على مشكلات كثيرة من خارج المملكة عبر أجهزة اتصال حديثة مثل إرسال صور لا أخلاقية أو صور أطفال بشكل غير أخلاقي عبر الإنترنت أو أيضاً صور غير أخلاقية ترسل من داخل المملكة إلى خارجها ويقوم بدوره بتتبع مصادرها حتى تتم معرفة المصدر بواسطة طرق ووسائل عدة وأيضاً الجرائم الاقتصادية التي تحدث عن طريق الإنترنت مثل رسائل الإغراء التي تعد بالملايين ووقع ضحاياها العديد من المواطنين حتى إن بعضهم متعلمون وحاصلون على درجات علمية كبيرة خسروا ملايين الريالات بسبب تصديقهم لعصابات الاحتيال والابتزاز.

### مؤتمرات دولية
سبق وإن استضافت المملكة ممثلة بانتربول الرياض الاجتماع الإقليمي الآسيوي الأول الخاص بالتعاون بين جهات إنفاذ القانون والمؤسسات المصرفية الذي عقد في الرياض بتاريخ 14 ذي القعدة 1422هـ، استضافت الاجتماع الخاص بتوحيد معايير كتابة الأسماء العربية بالأحرف اللاتينية.
ويأتي طلب منظمة الإنتربول استضافة المملكة لمثل هذه اللقاءات الدولية تأكيداً على دور المملكة الريادي في المحافل والمنظمات الدولية ولما يضطلع به انتربول الرياض من دور هام وفاعل في المنظمة لمكافحة الجريمة على المستوى الدولي.

## القضايا الأكثر إنتشاراً

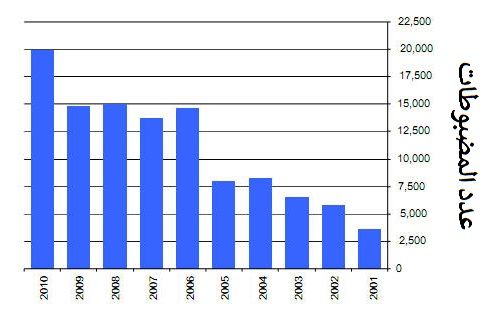
رسم بياني لعمليات الاحتيال

أغلب الجرائم التي يتورط بها السعوديون في الخارج وخصوصاً في الدول الخليجية هي جرائم المخدرات والشيكات دون رصيد.

### المخدرات
فقضايا المخدرات تعد من أهم وأكثر القضايا التي تواجه الإنتربول السعودي ولديها تعاون تام واتصالات مباشرة لحل كل هذه القضايا مع السلطات في البلدان الأخرى علماً بأن أكثر القضايا يكون الموقوفون فيها بتهمة تعاطي مخدرات فقط ونادراً جداً أن يكون هناك سعودي بالخارج مروجاً للمخدرات.

### شيكات بدون رصيد
أما عن الشيكات دون رصيد فقد تورط العديد من المواطنين في هذه القضية وتكثر مشكلات السعودين في إحدى الدول الخليجية حيث إن بعض المواطنين السعوديين يحرر شيكا بحسن نية ثم يعجز عند سداد مبلغه لأسباب عدة مما يوقعه في المخالفة.
قد ازدادت نسبة قضايا الشيكات دون رصيد زيادة كبيرة خلال الخمس سنوات الماضية ومتى ما ورد الإنتربول السعودي أي طلب فإنه يتأكد منه ويطالب بملف الشخص المطلوب ثم يوجهه إلى الالتزام بدفع المستحقات المترتبة عليه إن ثبت عليه الأمر، أيضاً فإن ما ينقص بعض المواطنين هو الوعي الكامل بالشيكات وكيفية المحافظة عليها فبعضهم يعطي الأجنبي العامل لديه دفتر الشيكات وقد تكون شيكات موقعة على بياض ويعد ذلك ثقة زائدة منه وأنه يضع هذه الشيكات في أيد غير أمينة وحتى لو كان العامل قديماً عنده فللثقة حدود ولا يجب عليه إعطاؤه دفتر الشيكات.

### تزوير العملة
تواجه بعض الوزارات والإدارات الحكومية في المملكة مشكلة تزوير الشهادات والخبرات من القادمين من الخارج ومشكلة تزوير العملة عبر عصابات خارجية. فمن ناحية تزوير العملة السعودية في الخارج فإن الإنتربول السعودي يتابع هذه العصابات ويتحرى عنهم، ويقوم بمتابعة عدد من العصابات التي تقوم بتزوير العملة في عدة دول أخرى بالتعاون مع إدارات الانتربول فيها.

### تزوير الشهادات والخبرات
أما عن تزوير الشهادات والأوراق الرسمية التي تقوم بها بعض العمالة الراغبة في الدخول للمملكة للعمل، ففي الدول المتقدمة يطلبون معلومات عن أي شخص يتقدم لوظيفة لديهم ومعه أي شهادات وخبرات فعندما يتقدم لديهم طبيب بطلب وظيفة ومعه مثلاً شهادة عمل وخبرة من وزارة الصحة بالمملكة يرسل لنا الانتربول عندهم طلباً لمعلومات عن هذا الشخص والملاحظات عنه وهل لديه أخطاء أو تزوير أو أي شيء عنه.
ولدى الأنتربول السعودي في المملكة دراسات لتطبيق هذا النظام ويتقدم بطلب لتطبيقه بحيث لا يدخل أي شخص إلى المملكة لغرض العمل إلا بعد أن يقوم بالاستفسار عنه ودراسة ملفه والتأكد من خبرته وشهاداته أنها غير مزورة ويسعى لتطبيقه في البداية بالتنسيق مع وزارة الصحة ووزارة التعليم العالي ووزارة التعليم وبعض الدوائر الحكومية التي تتعاقد مع أجانب من الخارج.

## الاحتيال
يواجه الإنتربول السعودي الكثير من جرائم النصب والاحتيال وخصوصاً القادمة من أفريقيا. فعصابات الاحتيال تستخدم طرقاً عدة وقع ضحيتها العديد من المواطنين والمتعلمين.

## وصلات خارجية
- وزارة الداخلية السعودية - الموقع الرسمي
- صفحة الإنتربول السعودي - على موقع وزارة الداخلية السعودية
- منظمة الشرطة الجنائية الدولية - الموقع الرسمي
- صفحة الإنتربول السعودي - على موقع منظمة الشرطة الجنائية الدولية